# The Claws of Axos
The Claws of Axos (Les griffes d'Axos)  est le cinquante-septième épisode de la première série de la série télévisée britannique de science-fiction Doctor Who. Il fut originellement diffusé en quatre parties, du 13 mars au 3 avril 1971.

## Accroche
Des créatures extraterrestres se nommant elles-mêmes les Axons arrivent sur Terre avec une substance permettant de changer la structure de la matière appelée l'axonite. Mais le Docteur s'aperçoit que ces créatures entretiennent un rapport trouble avec le Maître.

## Distribution
- Jon Pertwee — Le Docteur
- Katy Manning — Jo Grant
- Nicholas Courtney - Brigadier Lethbridge-Stewart
- Roger Delgado — Le Maître
- Richard Franklin – Mike Yates
- John Levene – Sergent Benton
- Fernanda Marlowe — Caporal Bell
- Peter Bathurst — Horatio Chinn
- Paul Grist — Bill Filer
- Donald Hewlett — George Hardiman
- David Savile — Winser
- Tim Pigott-Smith — Le Capitaine Harker
- Kenneth Benda — Le Ministre
- Derek Ware — Pigbin Josh
- Michael Walker, David G. March — Opérateurs Radar
- Royston Farrell — Technicien
- Bernard Holley, Patricia Gordino, John Hicks, Debbie Lee London — Les Axons
- Mildred Brown - Jo Grant âgée

## Résumé
Alors qu'un inspecteur de UNIT, Horation Chinn questionne le Brigadier sur la nécessité de maintenir le Docteur au sein de UNIT, un vaisseau extra-terrestre est signalé sur les écrans radars. Il ne tarde pas à s'écraser sur Terre. En mission d'exploration à l'intérieur de leur vaisseau, le Docteur, le Brigadier et Horatio Chinn rencontrent les occupants du vaisseau, des extra-terrestres issues de la planète Axos, les Axons. Ceux-ci ont besoin de fuel pour repartir. Ils proposent en échange de donner aux Terriens une substance miraculeuse, nommée l'axonite. L'axonite est un molécule "pensante" qui peut reproduire n'importe quelle substance à volonté. Malgré les réticences du Docteur, Chinn accepte de marchander avec eux.
Il s'avère qu'en réalité, le vaisseau est un seul et unique organisme nommé Axos et l'axonite n'est qu'une part de lui-même chargée d'absorber l'énergie tout autour. Dans l'intention de drainer l'énergie de la planète entière, les axons offre leur axonite afin de propager sa distribution à travers le monde. Les Axons ont été dirigés sur Terre par le Maître, qui a été capturé par eux. Il échange sa liberté contre ses connaissances de la Terre. Son TARDIS ayant été pris en otage à l'intérieur d'Axos, le Maître hypnotise des militaires d'UNIT afin de voler le TARDIS du Docteur, dans l'espoir de pouvoir le réparer.
Axos commence à devenir intéressé par la technologie des voyages dans le temps qui lui permettrait de se nourrir à travers l'espace et le temps. Il enlève le Docteur et Jo afin de puiser dans le cerveau du Docteur le savoir nécessaire. Le Docteur réussit à s'allier avec le Maître afin d'utiliser leurs deux TARDIS ensemble et de piéger Axos dans une boucle temporelle. Axos se dématérialise alors de la Terre ainsi que les axons et les axionites qui menaçaient alors les agents d'UNIT.
Le Maître réussit à s'enfuir à bord de son propre TARDIS, tandis que le Docteur revient sur Terre. Son TARDIS semble avoir été trafiqué par les seigneurs du temps afin que celui-ci revienne toujours sur cette planète, faisant de lui une sorte de "yo-yo intergalactique."

## Continuité
- Le début de l'épisode résume, par la bouche de Chinn, la série telle qu'elle est : le Docteur travaille pour l'UNIT alors que personne ne connaît son nom et le Maître s'est enfui à bord de son TARDIS.
- Après s'être enfui de la Terre au cours de l'épisode précédent, le TARDIS du Maître est capturé par les Axons.
- Au cours de l'épisode, le Docteur explique que, à la suite des événements de « The War Games », une partie de sa mémoire concernant les voyages temporels a été effacée.
- Dans le second épisode du spin-off non officiel de Doctor Who, K-9, on peut voir un Axon emprisonné. Ceux-ci sont mentionnés par le Docteur dans l'épisode « Le Dernier Seigneur du temps. »
- Après deux épisodes sans que son intérieur ne soit montré, c'est la première fois que l'on voit la nouvelle console du TARDIS.
- Il n'est jamais expliqué clairement pour quelle agence Bill Filer travaille alors que le personnage revient souvent dans l'épisode (il est fait prisonnier par les Axons et révèle leur danger potentiel).